# Parafia Matki Bożej Wspomożenia Wiernych w Baniach
Parafia pod wezwaniem Matki Bożej Wspomożenia Wiernych w Baniach – parafia rzymskokatolicka należąca do dekanatu Banie, archidiecezji szczecińsko-kamieńskiej, metropolii szczecińsko-kamieńskiej. Siedziba parafii mieści się w Baniach przy ulicy Bolesława Chrobrego. Prowadzą ją salezjanie.

## Miejsca święte

### Kościół parafialny
Kościół Matki Bożej Wspomożenia Wiernych w Baniach

### Kościoły filialne i kaplice
- Kościół Najświętszego Serca Pana Jezusa w Górnowie[1]
- Kościół Matki Bożej Królowej Różańca Świętego w Piasecznie[1]
- Kościół Ducha Świętego w Czarnowie[1]
- Kościół św. Wojciecha Biskupa i Męczennika w Kunowie[1]
- Kościół filialny w Tywicy[1]
- Kościół filialny w Parnicy[1]
- Kaplica św. Jerzego w Baniach